# メタフォリカルブランディング
メタフォリカルブランディング（英語: metaphorical branding）とは、人間の認知活動がすぐれてメタファー的（レトリック的）であるという認識に立ち、ブランド構築の方法論を考えていくフレームワークである。
ブランドを記憶スキーマとして定義し、現状のブランドの姿を把握し、そのスキーマをダイナミックに変換するために、メタファーの持つ「写像」の作用を援用する点がその特徴にある。具体的には、A（対象）をB（メタファー）に喩えるという単純な作業を戦略的に行う手法。